# Ретросинтетичний аналіз

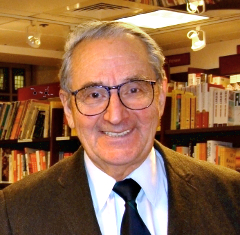
Елайс Джеймс Корі (2007)

Ре́тросинтети́чний ана́ліз (ретроси́нтез) — підхід у плануванні органічного синтезу, котрий полягає у гіпотетичному розриванні хімічних зв'язків цільової речовини з метою її умовного розділення на кілька простіших проміжних сполук (так званих синтонів), які отримуватимуть в ході синтезу. Теоретичну базу для розвитку ретросинтезу у 1960-х роках заклав Елайс Джеймс Корі, за що був удостоєний Нобелівської премії з хімії.
Прикладом ретросинтезу є розділення цільової фенілоцтової кислоти (1) по зв'язку C—C із утворенням бензильного та карбоксильного радикалів (2). Ці проміжні сполуки (синтони) легко отримати з бензилброміду й нітрилу відповідно:
В ході аналізу обираються такі зв'язки, розривання яких дасть змогу максимально спростити структуру. Вони називаються стратегічні зв'язки, а реакція їхнього гіпотетичного розривання — трансформ (або ретрореакція). Також виділяється поняття ретрон — функціональна група або інший фрагмент структури, необхідний для здійснення ретрореакції. 
Важливим моментом у ретросинтезі є використання схеми, де передбачається паралельне отримання реагентів для кінцевої «збірки» молекули. Якщо ж проводити поступове, лінійне нарощування молекули, то збільшується кількість стадій синтезу, що може негативно позначитися на кінцевому виході речовини, оскільки вихід за окремими стадіями рідко сягає 100 %.
Загалом при плануванні синтезу речовини із використанням ретросинтетичного аналізу враховують низку вимог:
- можливість регіо- і стереоселективного проведення окремих реакцій;
- мінімальна кількість стадій;
- високий вихід за кожною стадією;
- простота проведення реакцій;
- можливість проведення конвергентного синтезу.

Обрання найбільш ефективного шляху синтезу при застосуванні ретросинтетичного аналізу багато в чому спирається на практичний досвід хіміка та його інтуїцію.